# Mešita Muhammada Alího
Mešita Muhammada Alího, známá též jako Alabastrová mešita, (arabsky مسجد محمد علي‎), je mešita nacházející se v káhirské citadele a byla postavena mezi lety 1830 až 1848 za vlády Muhammada Alího. Stavba, která byla největší postavenou mešitou v první polovině 19. století, je situována na vrcholku citadely a díky svému tvaru a dvěma minaretům je nejvíce viditelnou mešitou v Káhiře. Mešita byla postavena jako památka na Alího nejstaršího syna Tusuna Pašu, který zemřel v roce 1816.

## Historie
Mešita byla postavena mezi lety 1830 až 1848 v káhirské citadele na místě starých mamlúckých budov, avšak zcela dokončena byla až v roce 1857 za vlády Saída I. Architektem byl Yusuf Bushnak z Istanbulu, který se inspiroval tamější mešitou Yeni Cami. Na základy mešity byly použity sutiny z budov, které se dříve v citadele nacházely.
Ještě před dokončením mešity byly alabastrové panely z horních částí zdí odstraněny a použity na stavbu paláce Abbáse I. Tyto panely byly následně nahrazeny dřevem, které bylo upraveno tak, aby vypadalo jako mramor. V roce 1899 vykazovala mešita známky popraskání, a proto podstoupila řadu oprav. Postupem času se však stav budovy stal opět katastrofálním, a proto král Fuad I. v roce 1931 nařídil kompletní rekonstrukci, která byla dokončena až v roce 1939 za vlády jeho syna Farúka I.
Muhammad Alí byl po své smrti v této mešitě pochován.

## Architektura
Muhammad Alí se rozhodl postavit svojí mešitu v architektonickém stylu svých bývalých vládců z Osmanské říše. Tímto se lišil od svých předchůdců, Mamlúků, kteří navzdory tomu, že oficiálně patřili pod nadvládu Osmanů, stavěli ve stylu dřívějších mamlúckých dynastií.
Dominantou Alabastrové mešity je hlavní středová kupole. Kolem ní se nacházejí další čtyři menší a čtyři půlkruhové kupole. Mešita byla postavena na ploše 41x41 metrů. Hlavní kupole měří v průměru 21 metrů a výška budovy je 52 metrů. Dva minarety, postavené v tureckém stylu se dvěma balkóny a kuželovitou špičkou, jsou situovány na západní straně mešity a dosahují výšky 82 metrů. Použitím tohoto stylu, který byl hlavním rysem pro mešity stavěné samotnými sultány, tak Muhammad Alí de facto vyhlásil egyptskou nezávislost.
Hlavním materiálem, který byl na stavbu použit, je vápenec, avšak nižší podlaží a nádvoří je až do výšky 11,3 metrů obloženo alabastrem. Na jihovýchodní stěně se nachází mihráb, který sahá až do výšky tří pater. Ve druhém patře jsou dvě arkády, které jsou zastřešeny kupolemi. Z nádvoří, které měří 50x50 metrů a je obklopeno sloupořadím, vedou dovnitř tři vchody, avšak obvykle se používá ten severovýchodní. Rovněž se zde nachází mosazná věž s hodinami, kterou Muhammad Alí obdržel v roce 1845 od francouzského krále Ludvíka Filipa. Na oplátku poslal Muhammad Alí opačným směrem luxorský obelisk, který nyní stojí na pařížském náměstí Place de la Concorde.

## Galerie

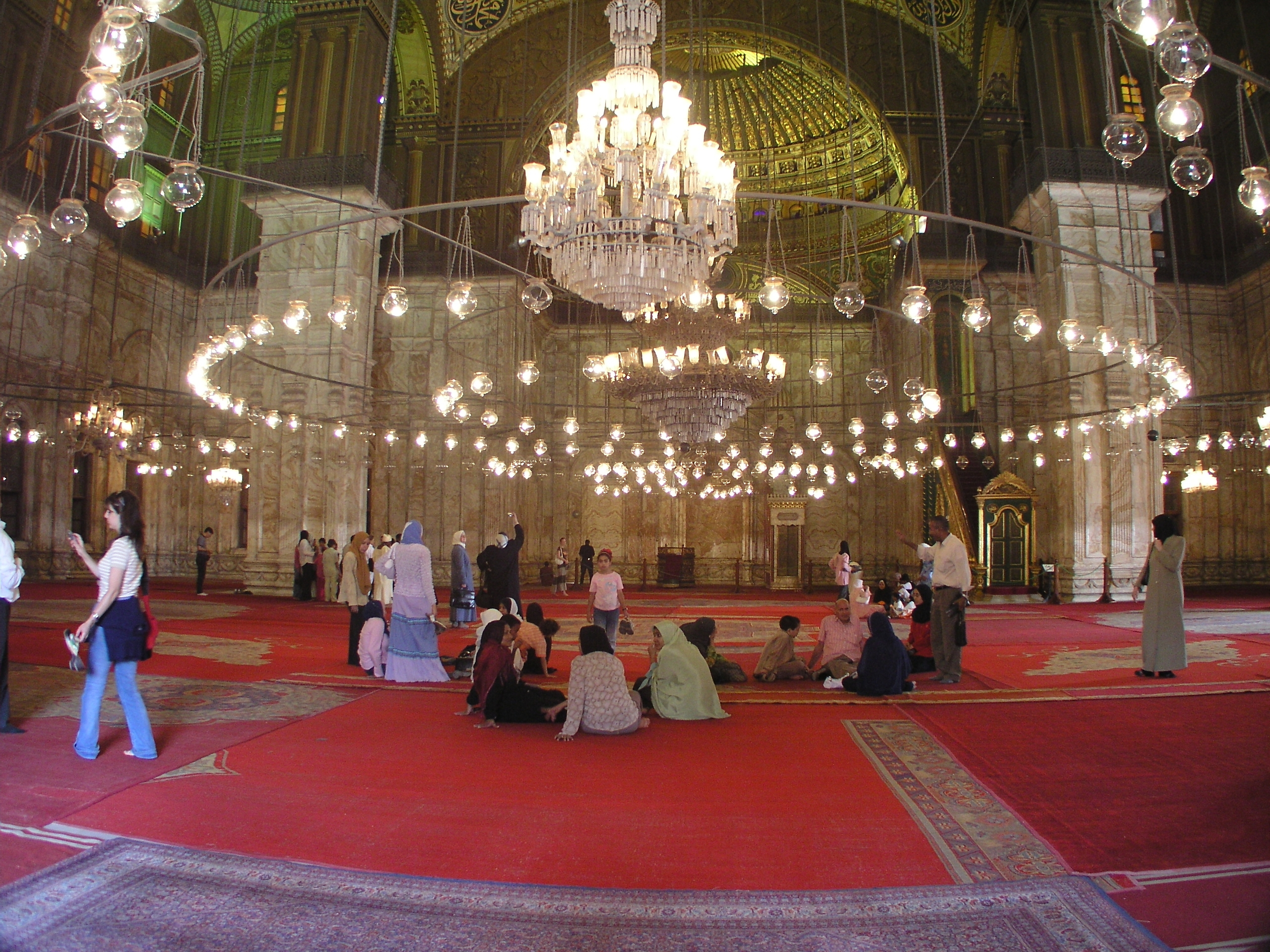
Vnitřek mešity
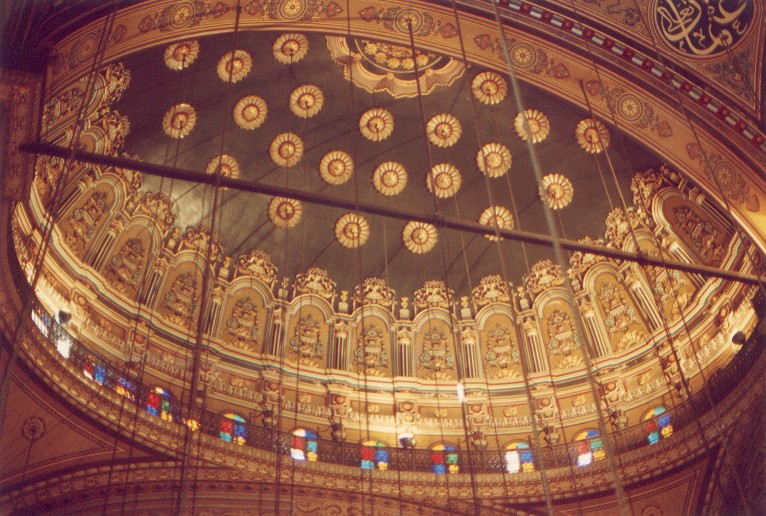
Kupole
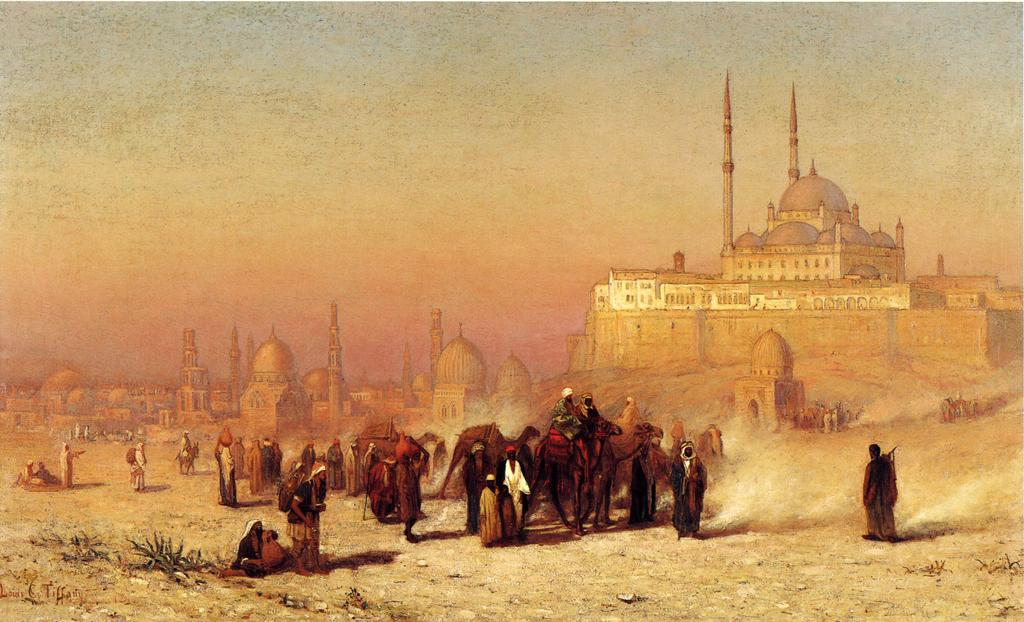
Obraz z roku 1872
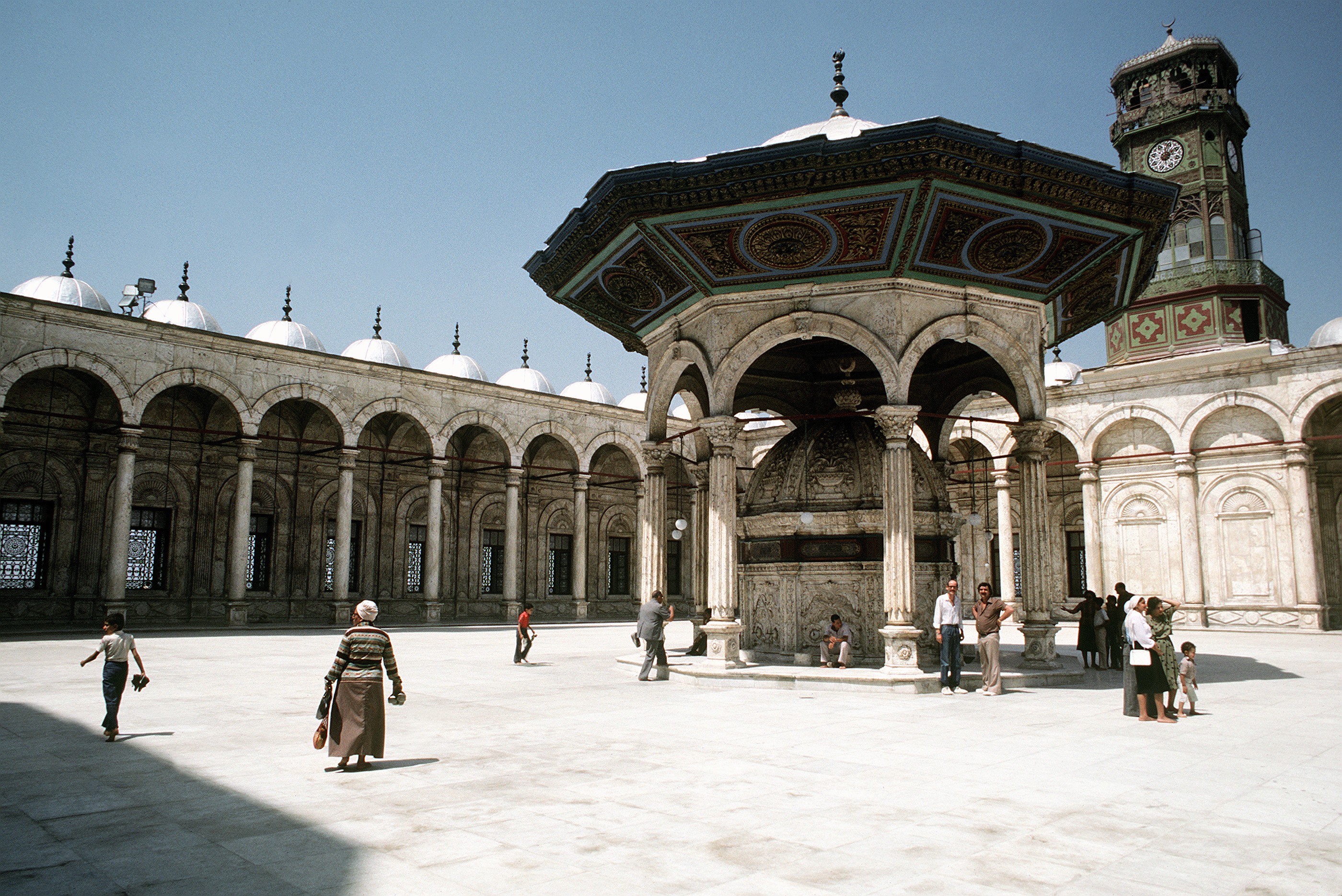
Nádvoří s kašnou a hodinovou věží v pozadí
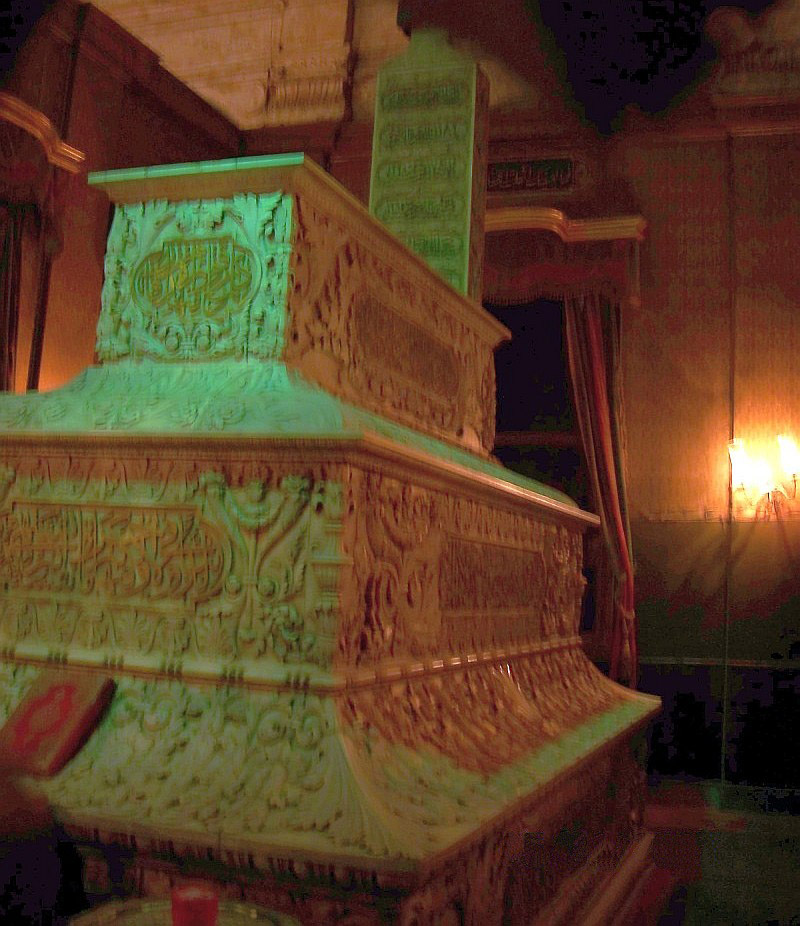
Hrobka Muhammada Alího
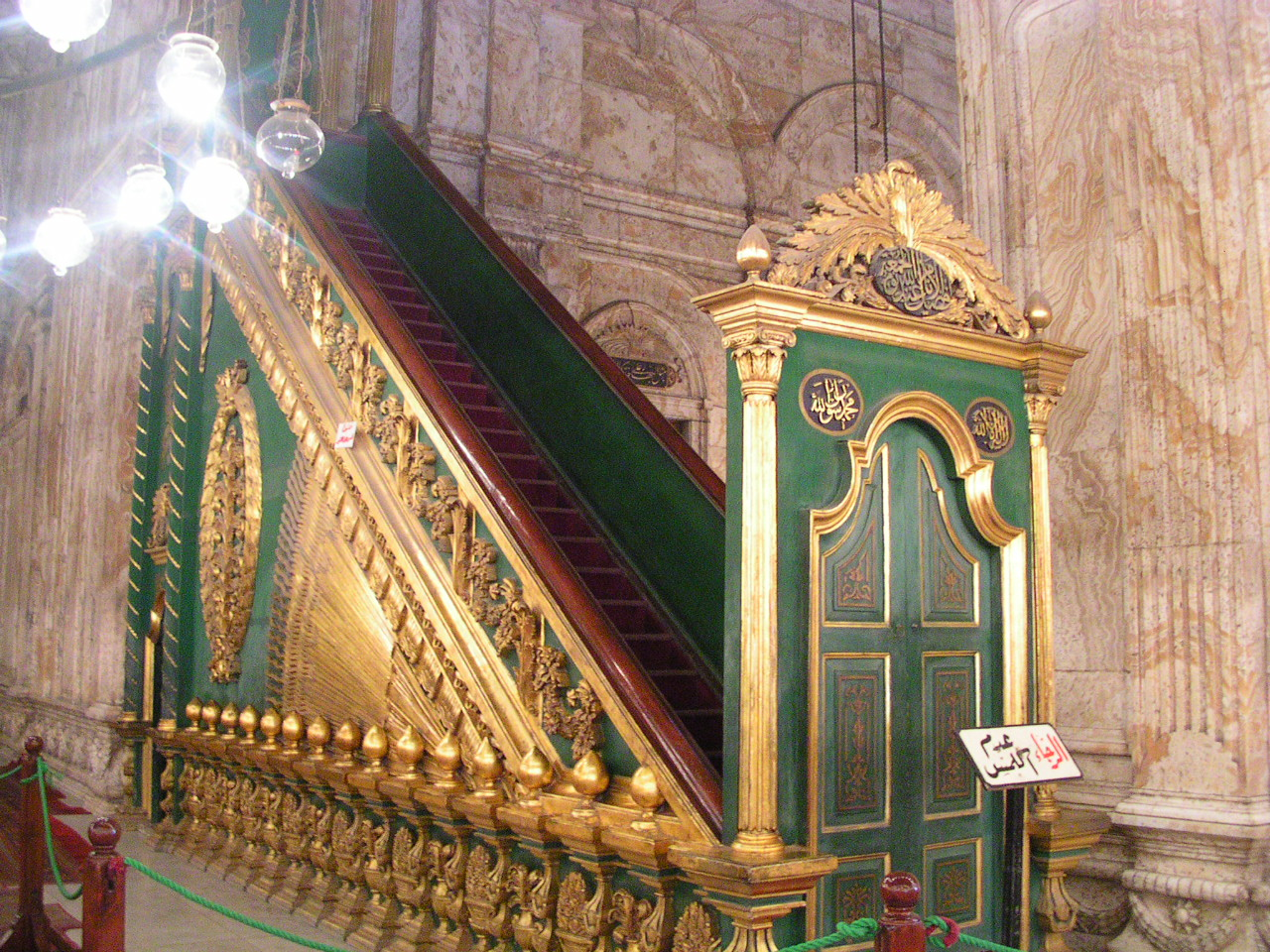
Minbar uvnitř mešity
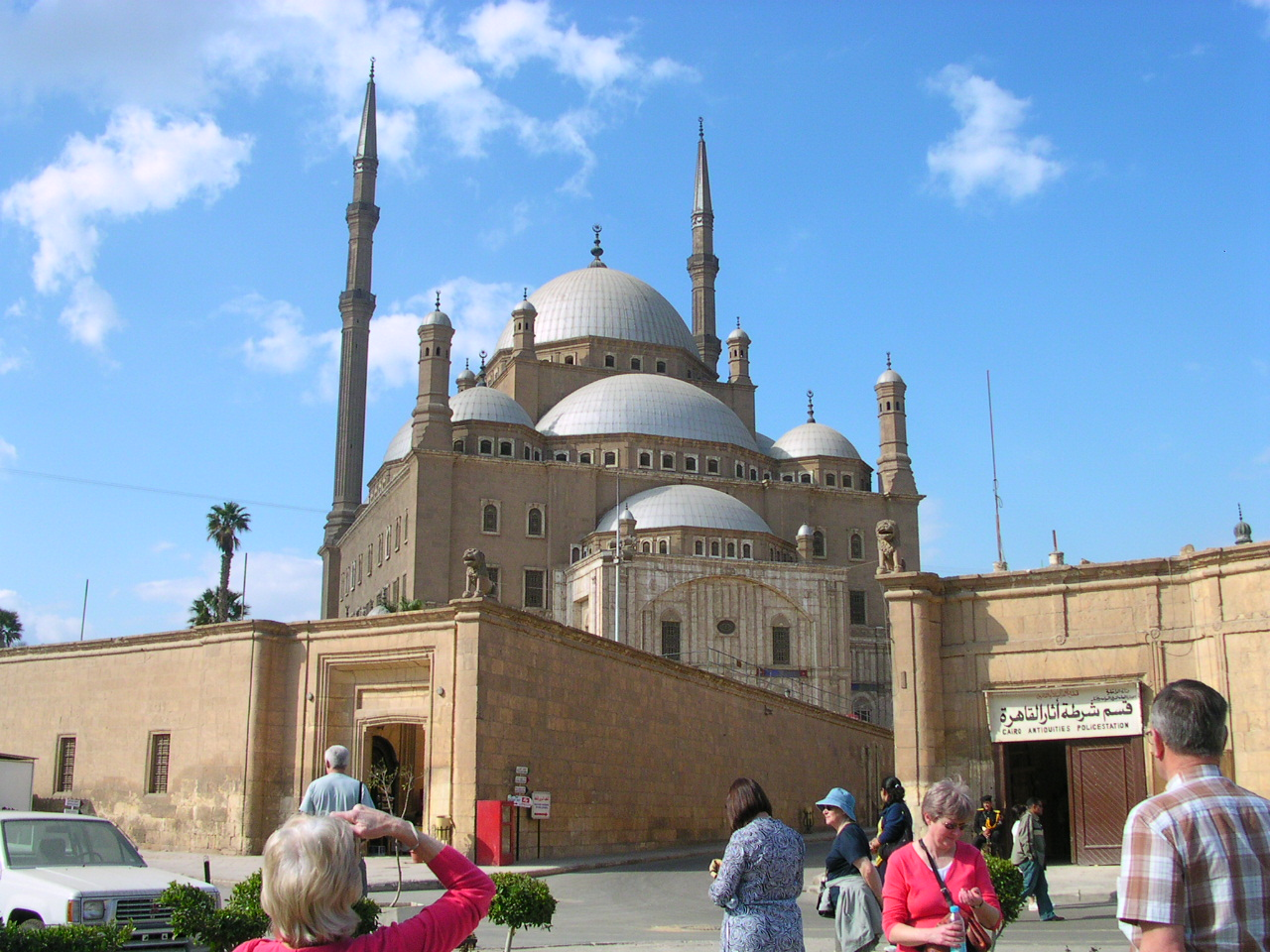
Pohled na mešitu Muhammada Alího
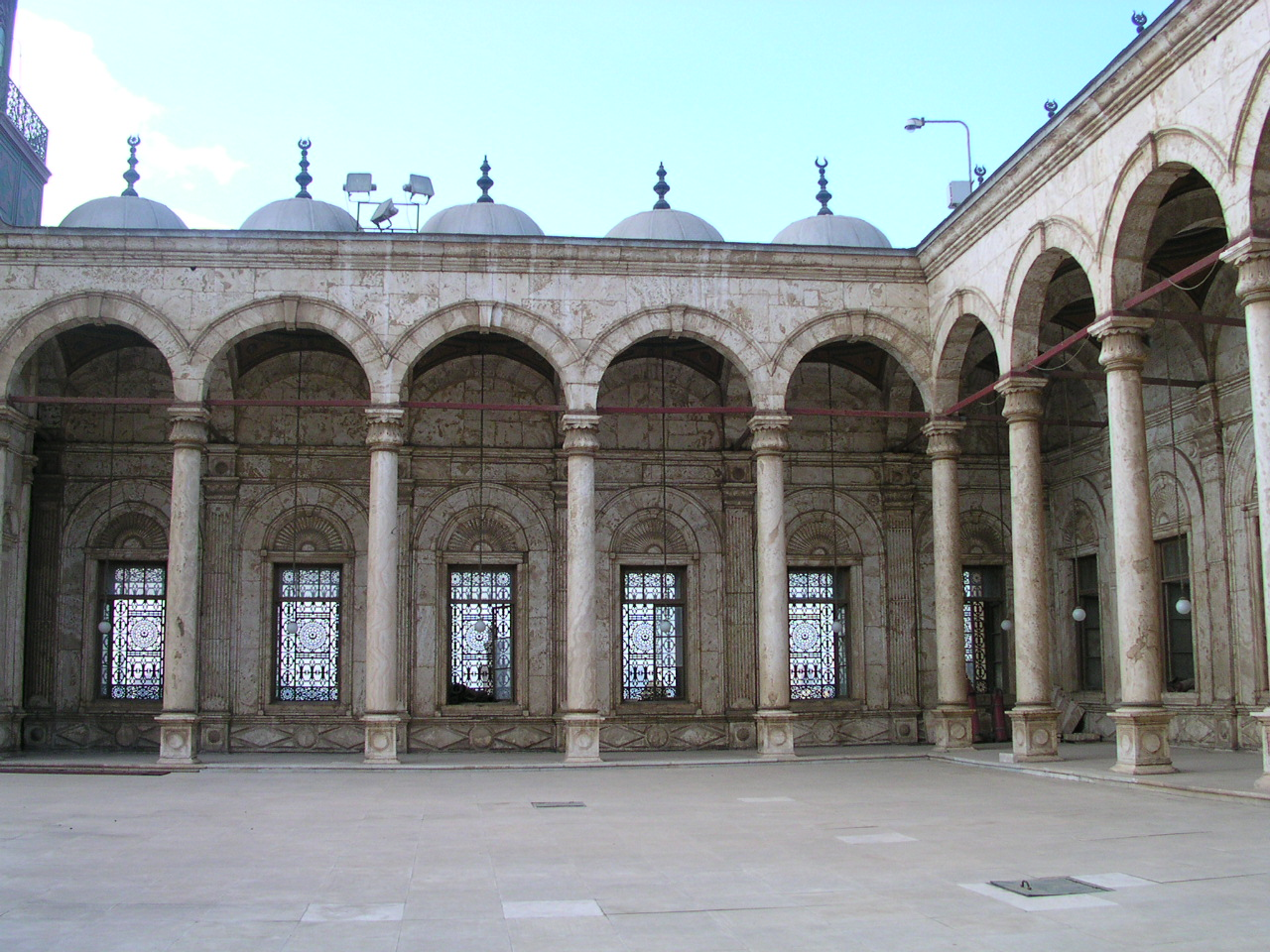
Nádvoří
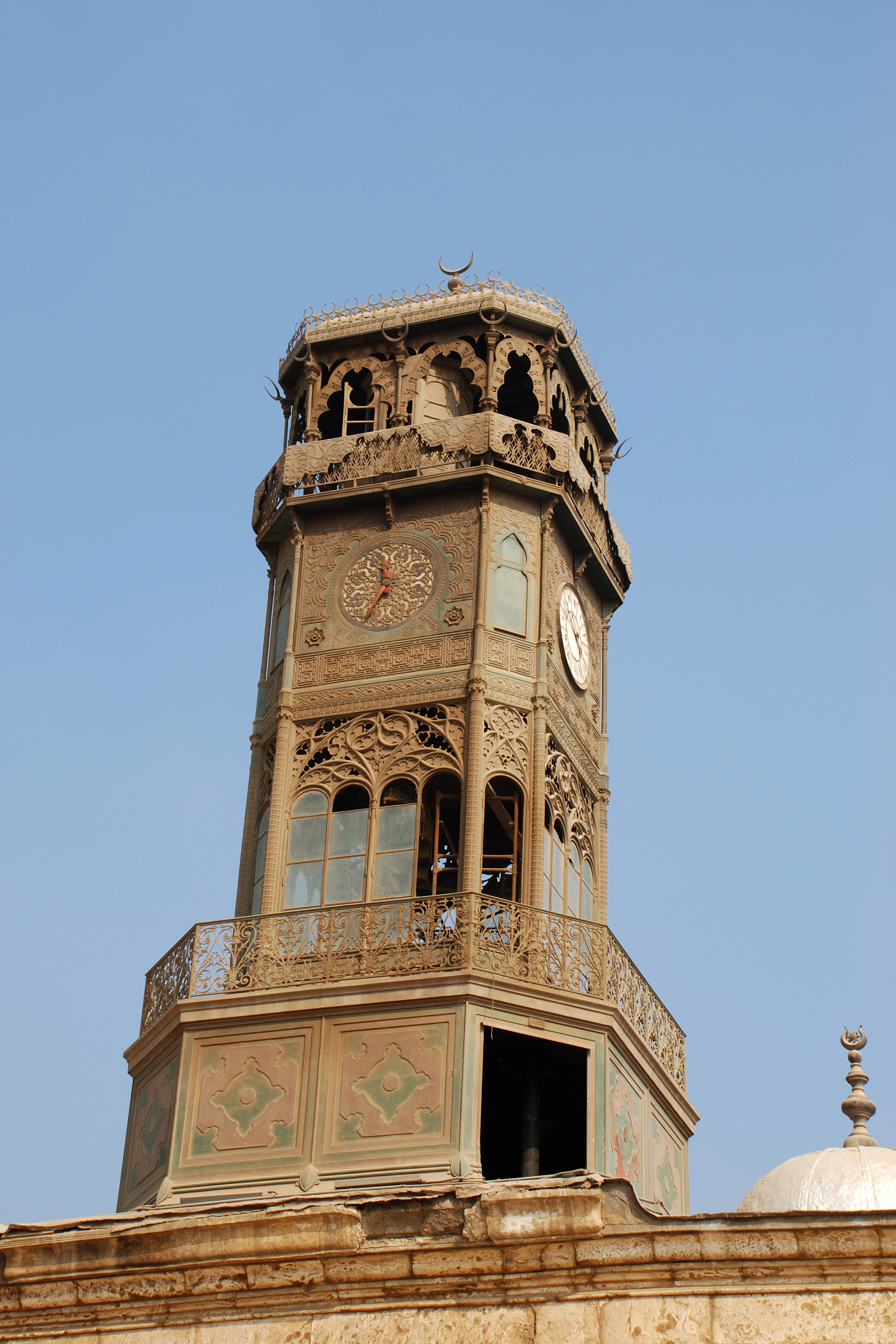
Hodinová věž, kterou obdržel Muhammad Alí od francouzského krále
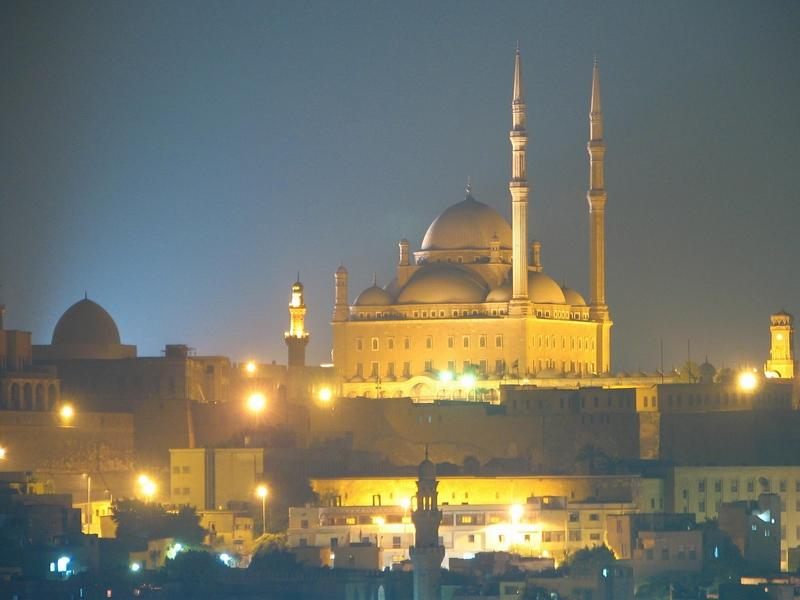
Noční pohled na citadelu a mešitu